# Francis Reginald Wingate
Francis Reginald Wingate (né le 25 juin 1861 à Port Glasgow en Écosse et mort le 29 janvier 1953 à Dunbar en Écosse, est un officier britannique qui fut général, gouverneur-général du Soudan anglo-égyptien et haut-commissaire en Égypte.

## Biographie

### Jeunesse
Reginald Wingate naît en Écosse dans la famille d'un négociant en textile. Un an après sa naissance, son père fait faillite et il meurt. Sa mère emmène sa famille vivre à Jersey. Il poursuit ses études à la Royal Military Academy de Woolwich. Il est nommé au grade de lieutenant de la Royal Artillery en 1880. Il sert aux Indes britanniques et à Aden.
L'armée égyptienne est vaincue à la bataille de Tel-el-Kébir et en conséquence placée sous commandement britannique en 1882. Le commandant-en-chef britannique (appelé sirdar) est en premier Evelyn Wood (en), dont Reginald Wingate devient un des officiers d'ordonnance. Il est major au 4e bataillon.

### Guerre des mahdistes

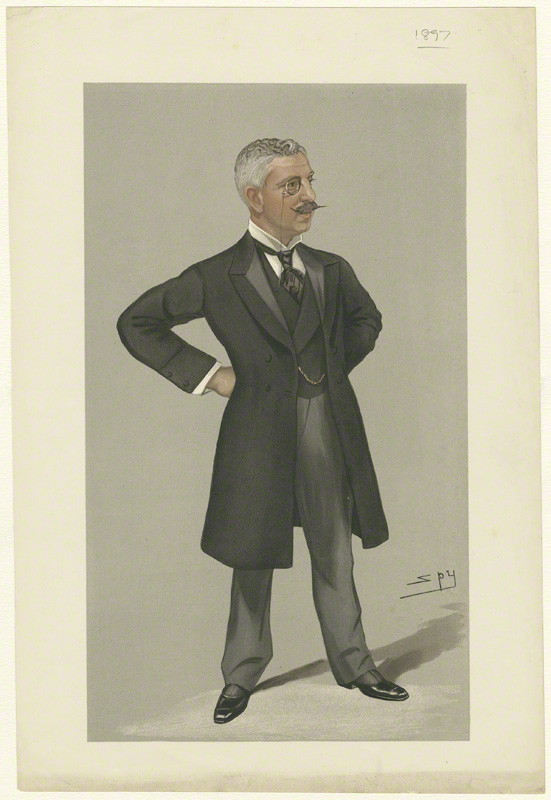
Reginald Wingate caricaturé dans le Vanity Fair du 9 septembre 1897.

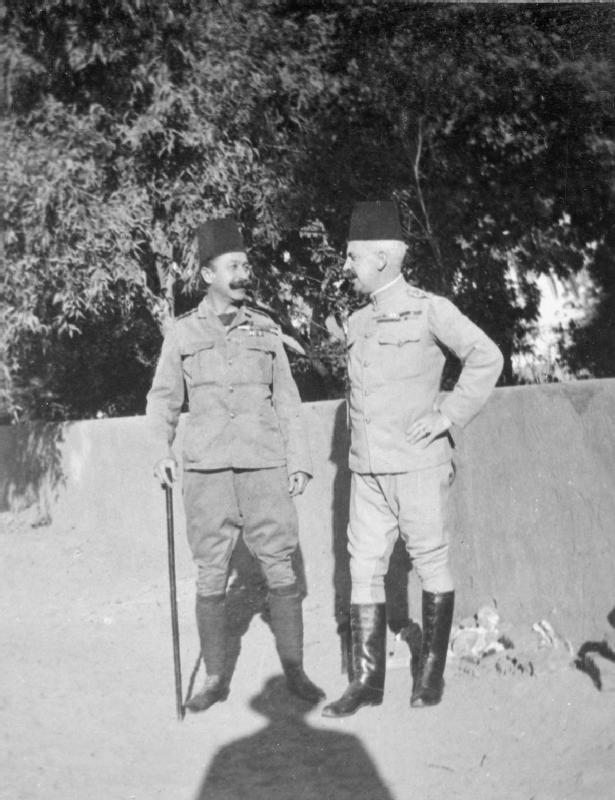
Slatin (à gauche) et Wingate (à droite) en 1898.

En 1884, Reginald Wingate prend part au Soudan à l'opération de sauvetage de Gordon Pacha et à la défense de Khartoum attaquée par les mahdistes fanatiques. Les Britanniques atteignent la ville le 28 janvier 1885, mais elle est déjà tombée depuis deux jours et Gordon a été tué.
Wingate travaille à partir de 1886 aux services de renseignements de l'armée égyptienne et en devient le chef en 1892. En 1889, il participe à la bataille de Toski. Il prend part en tant que chef du renseignement à la fuite de Slatin Pacha en 1895. C'est le début pour les deux hommes de plusieurs années de collaboration. Ses bonnes connaissances du pays et de ses langues lui sont très utiles. Wingate publie Mahdiism and the Egyptian Sudan. Il fait aussi la connaissance du P. Josef Ohrwalder qui s'est récemment échappé de neuf ans de captivité chez les mahdistes. Le major Wingate traduit en anglais le récit de ses années de captivité, ainsi que le livre de Slatin. Ces deux livres rencontrent un grand écho en Europe et surtout en Grande-Bretagne où l'opinion publique pousse son armée à agir contre le califat mahdiste. 
En 1896, la Anglo-Egyptian Nile Expeditionary Force commandée par Kitchener est en ordre de marche pour attaquer le Soudan du Nord. Le major Wingate participe à la campagne de Dongola en tant que chef du renseignement. Kitchener, Slatin et Wingate atteignent le front au-delà de Wadi Halfa le 22 mars 1896. Après la prise de Dongola, Wingate est nommé lieutenant-colonel. Il prend part entretemps à une expédition de mars à juin 1897 en Abyssinie. Après que le problème des longues voies de ravitaillement eut été résolu par la construction en 1897 d'une ligne ferroviaire le long du Nil, l'armée anglo-égyptienne peut enfin avancer plus loin dans le pays et finalement battre en 1898 les mahdistes à la bataille d'Omdurman. En octobre 1899, Kitchener envoie 8 000 soldats sous le commandement de Wingate, afin de détruire définitivement les bandes armées du chef mahdiste, Abdallahi ibn Muhammad. Ce dernier est vaincu et tué à la bataille d'Umm Diwaykarat dans le Kordofan.

### Gouverneur-général et haut-commissaire
Après que Kitchener fut envoyé en décembre 1899 comme chef d'état-major de Lord Roberts à la seconde guerre des Boers, Wingate devient gouverneur-général du Soudan anglo-égyptien et prend le titre de sirdar. Wingate a pour tâche d'éliminer les conséquences économiques néfastes de la guerre des mahdistes, ce qui l'occupe jusqu'en 1916. Il est nommé general major en 1903 et general lieutnant en 1908. On lui confère aussi le titre de pacha. 
Le général Wingate succède à Sir Henry McMahon, le 1er janvier 1917, en tant que haut-commissaire pour l'Égypte, jusqu'au 7 octobre 1919, lorsqu'il est remplacé par le vicomte Allenby à cause des difficultés grandissantes. Il est fait baronnet en 1920 avec le titre de Baronet Wingate of Dunbar, in the County of Haddington, and of Port Sudan. Il prend sa retraite de l'armée le 1er février 1922, avec le rang de Colonel Commandant, Royal Artillery et Colonel-in-Chief (titre honorifique) du 6e/7e bataillon du régiment de Manchester. Son fils, Ronald Wingate (en) (1889-1978), qui fait carrière dans la haute administration coloniale, hérite du titre à sa mort.